# Episodi di How I Met Your Mother (seconda stagione)
La seconda stagione della sitcom How I Met Your Mother è stata trasmessa in prima visione assoluta negli Stati Uniti d'America da CBS dal 18 settembre 2006 al 14 maggio 2007.
In Italia la stagione è stata trasmessa in prima visione da Italia 1 dal 30 gennaio al 13 febbraio 2009; l'11º episodio, Natale fra amici, è stato saltato nella messa in onda su Italia 1, ed è quindi stato trasmesso per la prima volta a pagamento da Joi il 17 febbraio 2009.
In Svizzera la stagione è stata trasmessa in prima visione da RSI LA1 dal 23 giugno al 19 luglio 2009.
| nº | Titolo originale          | Titolo italiano                 | Prima TV USA      | Prima TV Italia  |
| -- | ------------------------- | ------------------------------- | ----------------- | ---------------- |
| 1  | Where Were We?            | Dove eravamo?                   | 18 settembre 2006 | 30 gennaio 2009  |
| 2  | The Scorpion And The Toad | Il rospo e lo scorpione         | 25 settembre 2006 | 2 febbraio 2009  |
| 3  | Brunch                    | Il brunch                       | 2 ottobre 2006    | 2 febbraio 2009  |
| 4  | Ted Mosby: Architect      | La strategia dell'architetto    | 9 ottobre 2006    | 3 febbraio 2009  |
| 5  | World's Greatest Couple   | La coppia più bella del mondo   | 16 ottobre 2006   | 3 febbraio 2009  |
| 6  | Aldrin Justice            | La giustizia secondo Lily       | 23 ottobre 2006   | 4 febbraio 2009  |
| 7  | Swarley                   | Chiamatemi Swarley              | 6 novembre 2006   | 4 febbraio 2009  |
| 8  | Atlantic City             | Atlantic City                   | 13 novembre 2006  | 5 febbraio 2009  |
| 9  | Slap Bet                  | Lo schiaffone                   | 20 novembre 2006  | 5 febbraio 2009  |
| 10 | Single Stamina            | Vita da single                  | 27 novembre 2006  | 6 febbraio 2009  |
| 11 | How Lily Stole Christmas  | Natale fra amici                | 11 dicembre 2006  | 17 febbraio 2009 |
| 12 | First Time in New York    | Prima volta a New York          | 8 gennaio 2007    | 6 febbraio 2009  |
| 13 | Columns                   | Il colonnato                    | 22 gennaio 2007   | 9 febbraio 2009  |
| 14 | Monday Night Football     | La partita del lunedì sera      | 5 febbraio 2007   | 9 febbraio 2009  |
| 15 | Lucky Penny               | Il penny fortunato              | 12 febbraio 2007  | 10 febbraio 2009 |
| 16 | Stuff                     | Gelosia                         | 19 febbraio 2007  | 10 febbraio 2009 |
| 17 | Arrivederci, Fiero        | La prima auto non si scorda mai | 26 febbraio 2007  | 11 febbraio 2009 |
| 18 | Moving Day                | Il trasloco                     | 19 marzo 2007     | 11 febbraio 2009 |
| 19 | Bachelor Party            | Addio al celibato               | 9 aprile 2007     | 12 febbraio 2009 |
| 20 | Showdown                  | L'ora della verità              | 30 aprile 2007    | 12 febbraio 2009 |
| 21 | Something Borrowed        | Il matrimonio perfetto          | 7 maggio 2007     | 13 febbraio 2009 |
| 22 | Something Blue            | Fine di una storia              | 14 maggio 2007    | 13 febbraio 2009 |

Nelle liste delle guest star non figurano David Henrie (Figlio di Ted del futuro) e Lyndsy Fonseca (Figlia di Ted del futuro) perché compaiono in quasi tutti gli episodi, quindi da considerare personaggi principali.

## Dove eravamo?
- Titolo originale: Where Were We?
- Diretto da: Pamela Fryman
- Scritto da: Carter Bays e Craig Thomas

### Trama
Mentre Ted e Robin sono una coppia felice, Marshall è distrutto per la fine della sua relazione con Lily e se ne sta tutti i giorni rinchiuso in casa rimuginando sull'accaduto. Barney, Ted e Robin cercano di farlo tornare quello di una volta, ma non ci riescono. Marshall arriva persino a spiare online i movimenti della carta di credito della sua ex fidanzata; da questo, si accorge che ella sembra essere tornata a New York. Marshall vuole correre da lei a supplicarla di tornare da lui, facendo perdere le staffe perfino al solitamente pacato Ted: questi gli urla in faccia che è diventato un uomo patetico, che non è più il ragazzo di cui Lily si è innamorata perché lui non passerebbe tutto il suo tempo a piangere e struggersi per una donna. Alla fine però i ragazzi scoprono che la carta di credito di Lily era stata clonata e che quegli acquisti non erano stati effettuati da lei. Improvvisamente, dopo 67 giorni, Marshall sembra tornare sé stesso. I quattro amici si recano al pub per festeggiare. In quel momento proprio Lily sta per entrare ma, intravedendoli dall'ingresso, decide di andarsene.
- Guest Star: George Clinton (sé stesso), Gilbert John (Joey Adalian), Joey "Coco" Diaz (abitante arrabbiato di New York), Jenae Altschwager ("Raggio di sole")

## Il rospo e lo scorpione
- Titolo originale: The Scorpion and the Toad
- Diretto da: Rob Greenberg
- Scritto da: Chris Harris II

### Trama
Lily incontra Robin e le racconta di come è stato bello vivere a San Francisco, ma Ted è convinto che lei stia mentendo. Marshall, ripresosi quasi del tutto dalla fine della sua relazione, comincia a uscire con Barney il quale prova ad aiutarlo a rimorchiare delle belle ragazze, ma ogni volta che ci prova Barney non riuscendo a contenersi gliela soffia e se la porta a letto. Marshall si arrabbia con Barney il quale però gli fa capire che non è tenuto ad aiutarlo a trovarsi altre donne, il problema è che Marshall per nove anni è stato con Lily non avendo mai così imparato a essere indipendente. La teoria di Ted trova conferma quando Lily rivela infatti che partire per San Francisco è stato un errore e che il corso di pittura è stato un disastro e che il suo unico pensiero è tornare con Marshall. Una sera Lily e Marshall si incontrano per caso e la ragazza gli chiede se possono tornare a essere una coppia. Marshall le fa capire quanto il suo abbandono lo abbia fatto soffrire, ma ora ha capito che Lily aveva ragione quando riteneva che entrambi devono trovare la loro individualità fuori dai confini della loro relazione, non può tornare con lei perché ciò rappresenterebbe per Marshall semplicemente la scelta più facile, ma sembra disponibile a rimanere suo amico.
- Guest star: Nicole Garza (Jenny), Natalie Garza (Jessie), Sundeep Ahuja (Dan), Ken Cosby (guidatore del taxi), Barry Finkel (Uomo divertente), Lee Warren Jones (Cameriere), Diane Mizota (prima ragazza che rimorchia Marshall), Kelly Mullis (Paula), Lara Boyd Rhodes (Amy), Richard Wharton (Professore d'arte)

## Il brunch
- Titolo originale: Brunch
- Diretto da: Pamela Fryman
- Scritto da: Stephen Lloyd

### Trama
I genitori di Ted vengono a fare visita al figlio. Barney cerca in tutti i modi di fare su di loro una buona impressione e di screditare invece Robin. Nel frattempo, Marshall e Lily fanno fatica a comportarsi come semplici amici, stuzzicandosi a vicenda. Quando il gruppo va a cena insieme ai genitori di Ted Lily sfoggia un vestito molto attillato per impressionare Marshall e Barney invece usa le sue abilità al pianoforte per allietare i genitori dell'amico. Barney poi invita il padre di Ted a bere qualcosa al bar, dove scopre che ha rimorchiato Wendy la cameriera. Lo riferisce così all'amico, che però non riesce a fronteggiare il padre. Al brunch del giorno dopo anche le cose fra Robin e Virginia sono tese a causa del fatto che lei sembra essere la sola fidanzata di Ted da cui lei non voglia dei nipotini. Alla fine Virginia confessa di aver divorziato dal padre di Ted e quindi vuole che suo figlio scelga bene la sua futura moglie anziché scegliere precipitosamente una ragazza, mentre davanti a un bagno da cui escono Lily e Marshall, dopo che lui le aveva mostrato i suoi polpacci, cui lei non sa resistere. Dopo il brunch i genitori di Ted gli confessano di aver divorziato e gli raccontano la loro storia, incredibilmente simile a quella di Ted e Robin, e affermano che quando due persone non sono d'accordo su alcuni aspetti basilari della vita è solo questione di tempo perché l'amore finisca (come l'incompatibilità di carattere e il desiderio o meno di aver figli).
- Guest star: Cristine Rose (Virginia Mosby), Michael Gross (Alfred Mosby), Charlene Amoia (Wendy), Noel True (Cameriera)

## La strategia dell'architetto
- Titolo originale: Ted Mosby: Architect
- Diretto da: Pamela Fryman
- Scritto da: Kristin Newman

### Trama
Ted e Robin litigano. Poco dopo Barney usa lo pseudonimo Ted Mosby, l'architetto per conquistare una ragazza e portarsela a letto, ma avendo usato il nome dell'amico, Robin pensa che sia stato il vero Ted a fare tutto ciò. Infuriata inizia a seguire la pista di "Ted Mosby, l'architetto" insieme a Lily dal bar, fino all'appartamento della ragazza, dove si accorge che è Barney ad aver usato il nome di Ted. Successivamente, si sente in colpa per aver fatto la pazza e va a scusarsi con Ted nel suo studio di architettura, dove lui le fa vedere il suo progetto di un grattacielo.
- Guest star: Joe Manganiello (Brad), Joe Nieves (Carl), Stephen Keys (Bouncer), Dawn Olivieri (Anna), Aisha Kabia (Kara), Maria Arcé (Paula), Ryan O'Connor (Chet), Bach Hoang (Manicurist)

## La coppia più bella del mondo
- Titolo originale: World's Greatest Couple
- Diretto da: Pamela Fryman
- Scritto da: Brenda Hsueh

### Trama
Lily, non potendo più dormire nel suo appartamento a causa di un topo di fogna e di un muro sfondato, decide di andare a stare a casa di Barney, che la usa, con il suo consenso, a suo vantaggio per scacciare le donne che vogliono rimanere da lui dopo il sesso facendola passare per sua moglie. Barney però caccia Lily quando questa inizia a cambiare le sue abitudini, facendolo restare a casa a guardare la televisione anziché andare a rimorchiare, ma in cambio le dà tutta la roba che Lily aveva usato per modificare l'appartamento, rendendo il suo più confortevole. Nel frattempo, Marshall esce con l'amico Brad, a sua volta mollato dalla sua ragazza, il quale si comporta come se fosse innamorato di lui. Marshall cerca quindi di scrollarselo di torno, anche se alla fine scoprirà che non era così.
- Guest star: Aisha Kabla (Kara), Valerie Azlynn (Dawn), Josh Wingate (Richard Whartonike), Joe Manganiello (Brad), Jake Broder (Host)

## La giustizia secondo Lily
- Titolo originale: Aldrin Justice
- Diretto da: Pamela Fryman
- Scritto da: Jamie Rhonheimer

### Trama
Lily va a lavorare con Ted e così scopre quanto il suo capo, Hammond Druthers, sia insopportabile per via di un nuovo progetto. La ragazza, allora, per dargli un "insegnamento", gli ruba la palla da baseball autografata, e ciò la porterà al licenziamento. Quando, in studio, il cliente che ha commissionato il progetto va a vedere come sia stato progettato, lo boccia perché assomiglia troppo a un pene enorme. Così Ted, ispirato dalla giustizia di Lily, decide di fare vedere il suo progetto al cliente, il quale era in procinto di andarsene, che lo accetta e Ted diventa il nuovo capo dello studio. Nel frattempo, Barney intrattiene una relazione sessuale con la professoressa di Marshall per non farle dare voti bassi agli alunni, ma questa si rivela un osso duro e Barney fallisce per ben due volte nel compiacerla, ma al terzo tentativo, con tutte le sue forze, riesce finalmente a soddisfarla, ma rompendosi un'anca.
- Guest star: Jane Seymour (Professoressa Lewis), Bryan Cranston (Hammond Druthers)

## Chiamatemi Swarley
- Titolo originale: Swarley
- Titolo originale provvisorio: Crazy Eyes
- Diretto da: Pamela Fryman
- Scritto da: Greg Malins

### Trama
Marshall, Ted e Barney vanno in una caffetteria, dove, nei bicchieri, vi è scritto il proprio nome. Su quello di Barney viene scritto erroneamente Swarley, che diventa il suo soprannome, ma su quello di Marshall c'è un cuoricino accanto al suo nome, che gli fa capire che Chloe, la cameriera, è innamorata di lui. Marshall la trova bella, ma gli amici gli dicono che ha gli occhi alla Shining, ovvero gli occhi di una pazza. Lily, gelosa, decide di interromperli mentre si parlano, ma pentendosene, se ne va. Marshall, però, va da lei, e, insieme, capiscono che si amano ancora, tanto da tornare fidanzati. Tornati nell'appartamento vedono che Chloe lo ha messo del tutto a soqquadro e Marshall si rende conto che Ted e Barney avevano ragione: Chloe è pazza.
- Guest star: Joe Nieves (Carl), Charlene Amoia (Wendy), Tom Lenk (Scott), Vanessa Vander Pluym (Janine), Dana Power (Lauren), Morena Baccarin (Chloe)
- Nota: gli "Occhi alla Shining" sono chiamati così solo nell'adattamento italiano, in quanto nella versione originale vengono semplicemente chiamati "Crazy Eyes" (Occhi pazzi).

## Atlantic City
- Titolo originale: Atlantic City
- Diretto da: Pamela Fryman
- Scritto da: Maria Ferrari

### Trama
Marshall e Lily decidono nuovamente di sposarsi (stavolta la proposta la fa Lily), ma la ragazza è imbarazzata dall'incontro che avrà con i parenti del fidanzato. I due, così, decidono di sposarsi ad Atlantic City con solo i loro amici.
Una volta là, però, il giudice non è disposto a unirli in matrimonio perché ci vogliono almeno tre giorni. Incontrando un capitano di mare, decidono così di sposarsi in acque internazionali, ma una volta sul posto decidono di non farne più niente e rimandare per avere un matrimonio a cui possano partecipare i parenti di Marshall.
- Guest star: Richard Gant (Giudice), Todd Stashwick (Steve), Ewan Chung (Co-Worker), Kate Micucci (Registrar), Monique Edwards (Produttore), Michael David Cheng (Paul), Patricia Belcher (Receptionist), Jim Lau (Uno degli uomini cinesi)

## Lo schiaffone
- Titolo originale: Slap Bet
- Titolo originale provvisorio: Robin Sparkles
- Diretto da: Pamela Fryman
- Scritto da: Kourtney Kang

### Trama
Quando Robin non vuole andare al centro commerciale, gli amici, incuriositi, si chiedono il perché. Marshall ipotizza che la ragazza si sia sposata giovane in un centro commerciale, mentre Barney sostiene che abbia girato un film porno. I due fanno così una scommessa: chi vince può dare una sberla all'altro. Robin fa girare una falsa voce a sostegno della teoria di Marshall, che dunque dà una sberla a Barney, ma quest'ultimo ne dà tre all'amico quando scopre che la notizia non era vera. Barney trova un video che, nella parte iniziale, sembra essere un film porno, così dà uno schiaffo a Marshall. In realtà, continuando la visione, si capisce che è solo un video musicale girato da Robin, "Let's Go To the Mall" (Andiamo al centro commerciale), in un centro commerciale, che l'aveva fatta diventare famosa, ma, in quel momento, se ne vergognava molto. Avendo però Barney dato uno schiaffo a Marshall sbagliandosi sul video, egli deve decidere se ricevere dieci schiaffi di seguito o cinque schiaffi che Marshall potrà dargli in ogni momento senza alcun preavviso. Barney sceglie la seconda e Marshall usa subito il primo.
- Guest star: Candace Kroslak (ragazza del video numero 1), Rachel Specter (ragazza del video numero 2), Courtney Abbiati (ragazza del video numero 3), Wayne Nickel (reverendo), Timothy Prindle (Mr. Johnson)

## Vita da single
- Titolo originale: Single Stamina
- Diretto da: Pamela Fryman
- Scritto da: Kristin Newman

### Trama
Durante l'inverno arriva in città il fratello gay di Barney, James, che ha lo stesso stile di vita del fratello. Quando però Barney scopre che ha un fidanzato e si stanno per sposare si arrabbia, perché a lui non piace il matrimonio, e quindi non approva questo comportamento. Si rallegra però quando scopre che i due adotteranno un figlio, al quale vuole insegnare a essere come lui.
- Guest star: Wayne Brady (James), Gabrielle Richens (ragazza al bar con il tatuaggio), Jamison Yang (Ragazzo), Lombardo Boyar (Scotty), Megan Mullally (Loretta Stinson, non accreditata)

## Natale fra amici
- Titolo originale: How Lily Stole Christmas
- Diretto da: Pamela Fryman
- Scritto da: Brenda Hsueh

### Trama
È la Vigilia di Natale e Lily ascolta i vecchi messaggi nella segreteria telefonica risalenti al periodo in cui aveva lasciato Marshall. Tra i messaggi, uno è di Ted che, per aiutare l'amico a superare il momento, definisce Lily una befana ("befana" è la parola che usa Ted nel 2030 per raccontare l'episodio ai figli, in realtà utilizza una parolaccia). Lily si arrabbia e Ted inizialmente si scusa, ma poi le dice di non essere pentito perché il suo comportamento è stato inaccettabile. Non volendo passare il Natale con una persona con la quale ha litigato, decide di andare dalla cugina Stacy. Quando però Lily si rende conto dell'errore va subito a recuperarlo e ammette che aveva ragione. Nel frattempo Barney si prende l'influenza.
- Guest star: Carlease Burke (WPD Worker), Marcus Folmar (WPD Driver), Harry Groener (Clint), Michael Gross (Alfred Mosby), Moon Unit Zappa (Stacy)
- Nota: il titolo originale dell'episodio fa riferimento al titolo originale del film Il Grinch (How the Grinch Stole Christmas).
- Adattamento italiano: in originale Lily viene chiamata da Ted "Grinch", altro riferimento al film Il Grinch, per l'assonanza con il termine "Bitch" (letteralmente "Puttana"); nell'edizione italiana, per ricreare il gioco di parole originale viene soprannominata "Befana".

## Prima volta a New York
- Titolo originale: First Time in New York
- Diretto da: Pamela Fryman
- Scritto da: Gloria Calderon Kellet

### Trama
Katie, la sorella minore di Robin, arriva a New York. Quando Robin scopre che Katie ha un fidanzato, Kyle, e che quella stessa notte vuole perdere la verginità, cerca di fermarla perché non vuole che faccia il suo stesso errore, ovvero frequentare ragazzi solo per finirci a letto. Alla fine sarà Ted a convincere la ragazza a non farlo. Katie allora andrà dalla sorella maggiore dicendole che Kyle l'ha mollata perché lei ha deciso di aspettare. Ciò rende felice Robin, la quale finalmente dice a Ted che lo ama.
- Guest star: Ryan Pinkston (Kyle), Brian Kubach (Brian), Stuart Randy Smith (Stranger), Misti Traya (Molly), Lucy Hale (Katie)
- Nota: gli attori Brian Kubach e Lucy Hale, che compaiono in questo episodio, appariranno poi insieme a David Henrie (il figlio di Ted del futuro) nella serie I maghi di Waverly.

## Il colonnato
- Titolo originale: Columns
- Diretto da: Rob Greenberg
- Scritto da: Matt Kuhn

### Trama
Ted cerca di licenziare Hammond Druthers, il suo ex-capo che voleva realizzare un grattacielo dalla forma fallica, perché non fa altro che criticare le sue scelte e deriderlo. Barney si fa ritrarre nudo da Lily, che in cambio riceve dei soldi per poter fare il viaggio di nozze con Marshall.
- Guest star: Joe Nieves (Carl), Ewan Chung (Carol), Thomas Anthony (Uomo), William Schallert (Brady), Preston Bailey (Kindergartner), Bryan Cranston (Hammond Druthers)

## La partita del lunedì sera
- Titolo originale: Monday Night Football
- Diretto da: Rob Greenberg
- Scritto da: Carter Bays e Craig Thomas

### Trama
Dovendo partecipare a un funerale, i ragazzi hanno registrato la partita del Super Bowl per vederla il giorno successivo. Il loro intento è quello di non scoprire il risultato sino a quando vedranno il video, ma alla fine in un modo o nell'altro lo scoprono. Tuttavia decidono comunque di guardare il Super Bowl e di divertirsi, perché l'importante non era la partita ma stare insieme alle persone care.
- Guest Star: Joe Nieves (Carl), Emmitt Smith (sé stesso), Nicholas Roget-King (Doug), Monique Edwards (Producer)

## Il penny fortunato
- Titolo originale: Lucky Penny
- Diretto da: Pamela Fryman
- Scritto da: Jamie Rhonheimer

### Trama
Marshall si accorge di essere ingrassato così decide di partecipare alla maratona di New York. In un momento in cui era in bagno, però, entra Robin. Lui si spaventa e cade a terra rompendosi il mignolo. Non potendo così partecipare alla gara, Barney scommette di poter prendere il suo posto e arrivare fino alla fine senza alcun allenamento, cosa che avviene. Quest'ultimo al ritorno prende la metropolitana ma, con le gambe troppo affaticate per la gara, non riesce a reggersi in piedi. Non potendo fare altro chiama Ted per aiutarlo, il quale, arrivato a una fermata, per andare da Barney, scavalca un cancelletto e finisce in tribunale, dove alla fine viene assolto, facendogli però perdere l'aereo per un importante colloquio di lavoro.
- Guest star: Meredith Scott Lynn (Phyllis), Gabrielle Allan (Signora incinta), Connie Sawyer (Vecchia signora), Carrick Quinn (Transit Cop), John Rosenfeld (Ragazzo), Kelly Perine (Fred), Jason Medwin (Thug)

## Gelosia
- Titolo originale: Stuff
- Diretto da: Pamela Fryman
- Scritto da: Kourtney Kang

### Trama
Ted possiede ancora moltissimi oggetti delle sue ex ragazze. Robin scopre questa cosa e vuole che il fidanzato se ne sbarazzi perché ora sta con lei. Successivamente però Ted scopre che i cinque cani di Robin sono regali di cinque suoi ex e quindi inizia a essere geloso di loro perché rivede negli animali il volto dei loro padroni. Robin decide quindi di portare i cani in campagna da una sua zia. Più tardi però la ragazza scopre che Ted non si è realmente liberato degli oggetti e, dopo una discussione, i due decidono di vivere insieme.
Nel frattempo Lily si cimenta nel teatro. L'opera che rappresenta è oggettivamente brutta, ma Barney è l'unico che riesce a essere sincero con lei e a dirle ciò che pensa dello spettacolo. Lily rimane male per il commento dell'amico ed afferma che gli amici si dovrebbero comportare in modo più comprensivo, mentre Barney risponde che tra amici bisognerebbe essere onesti. Barney, per farle capire di avere ragione, si cimenta a sua volta nella recitazione e presenta un'opera volutamente noiosa e incomprensibile per costringere Lily a darne una valutazione negativa. Vedendo che lo spettacolo è un capolavoro dell'orrore Lily ammette che Barney ha ragione mentre Marshall decide di utilizzare il secondo schiaffo della scommessa: ne mancano ancora tre.
- Guest star: Taylor Hoover (Jeannie Radford), Diana Gettinger (Alison Moses), Ashli Ford (Lauren Stein), Terryn Westbrook (Staci Rawnsley), Evan Mann (Zack Greco), E. E. Bell (Uomo misterioso), Jason Lopez (Ragazzo con i capelli flosci), Rick Malambri (Ragazzo focoso)
- Nota: in questo episodio Barney riceve la seconda sberla promessagli da Marshall nell'episodio Lo schiaffone.

## La prima auto non si scorda mai
- Titolo originale: Arrivederci, Fiero
- Diretto da: Pamela Fryman
- Scritto da: Chris Harris II

### Trama
Marshall porta dal meccanico la sua vecchia automobile, la Fiero, a cui manca solo un miglio per raggiungere le 200.000 miglia e scopre che non c'è nulla da fare. Così, insieme ai suoi amici, il ragazzo ripensa ai bei momenti vissuti con quell'auto.
- Guest star: Robert Michael Ryan (Marvin Eriksen, Jr.), Jonathan Browning (Meccanico), Frank Clem (Hick), Jack Salvatore Jr. (Drive-Thru Attendant), Ned Rolsma (Marcus Eriksen)
- La canzone la cui cassetta è rimasta intrappolata nell'auto di Marshall è I'm Gonna Be (500 Miles).
- Quando Lily e Robin sporcano la macchina inizia una citazione da Pulp Fiction della sequenza in cui Mr. Wolf aiuta Vincent e Jules a ripulire la macchina dai resti di Marvin.

## Il trasloco
- Titolo originale: Moving Day
- Diretto da: Pamela Fryman
- Scritto da: Maria Ferrari

### Trama
Ted e Robin decidono di vivere insieme nella casa di lei ma, anche grazie a Barney che finge un rapimento del camion da trasporto per il trasloco, capiscono che sono troppo diversi per stare nelle stesse mura.
Nel frattempo, Lily e Marshall sentono la mancanza di Ted e si accorgono che molti dei mestieri e delle commissioni utili a fare funzionare tutto nella casa erano di competenza dello stesso Ted, perciò si ritrovano ad affrontare diversi disagi.
- Guest star: Rachelle Lefèvre (Sarah), Jessica Barth (ragazza carina), Ailsa Marshall (ragazza numero 3), Necar Zadegan (ragazza numero 2), Ella Thomas (ragazza numero 1)

- La fine è un omaggio/citazione dalle top ten di David Letterman, infatti dopo il primo posto Barney, come Letterman, lancia il foglietto e come nel programma si sente il rumore di vetri rotti, che saranno però bicchieri caduti alla cameriera.

## Addio al celibato
- Titolo originale: Bachelor Party
- Diretto da: Pamela Fryman
- Scritto da: Carter Bays e Craig Thomas

### Trama
Barney cambia il programma originale di Marshall per l'addio al celibato, organizzando uno spogliarello. La spogliarellista però si infortuna e i ragazzi la portano in ospedale, saltando così tutte le attività che avevano progettato. Nel frattempo Robin è imbarazzata dal fatto che abbia comprato un vibratore per l'addio al nubilato di Lily, poiché alla festa sono presenti tutte le parenti anziane della ragazza. Alla fine si ritrovano tutti al bar e Marshall, arrabbiato con Barney, dice di non essere più sicuro di volerlo al matrimonio, anche perché Barney nemmeno vuole che si sposi. Lily, sentendo il fidanzato parlare in questo modo a Barney, rivela a tutti la verità: quando Marshall era ancora abbattuto, ma in ripresa dopo essere stato lasciato da Lily, Barney prese un aereo per San Francisco, andò da lei e le disse di tornare a casa perché lei e Marshall sono anime gemelle e che è chiaro che si amano ancora. Le comprò inoltre il biglietto aereo per New York e le ricordò quanto Marshall fosse speciale e che presto un'altra donna l'avrebbe capito e glielo avrebbe portato via per sempre se non fosse tornata, rivelando inoltre che era proprio questo il motivo per cui continuava a soffiargli le ragazze che conosceva. Marshall, commosso, decide di avere anche Barney come testimone di nozze e Ted è d'accordo.
- Guest star: Erin Cardillo (Spogliarellista), Corie Vickers (Cugina Margaret), Patricia Place (Zia Florence), Meagen Fay (Janice), K Callan (Nonna Lois), Joe Manganiello (Brad), Jamie Rose Hagan (Spogliarellista dell'addio al celibato di Stuart), Matt Boren (Stuart)

## L'ora della verità
- Titolo originale: Showdown
- Diretto da: Pamela Fryman
- Scritto da: Gloria Calderon Kellet

### Trama
Mentre Marshall e Lily, per accrescere l'attesa del matrimonio, decidono di dormire separati per due settimane, Barney partecipa al quiz televisivo Ok, il prezzo è giusto! con l'intento di incontrare il conduttore Bob Barker, colui che ha sempre creduto essere suo padre. Barney vince il quiz e tutto ciò che ha vinto lo offre come dono di nozze a Marshall e Lily, i quali, nelle due settimane di separazione, in realtà ogni notte si incontravano in un motel per dormire insieme perché non riescono a stare separati anche solo per un giorno.
- Guest star: Charlene Amoia (Wendy), Bonnie Joyce Johnson (Claire), Bob Barker (sé stesso), Rich Fields (voce annunciatrice del programma/sé stesso), Sharon Madden (Milly), Tanner Maguire (Barney da piccolo)

## Il matrimonio perfetto

Marshall e Lily celebrano il matrimonio dei loro sogni, unicamente assieme ai loro amici.

- Titolo originale: Something Borrowed
- Diretto da: Pamela Fryman
- Scritto da: Greg Malins

### Trama
Il giorno del matrimonio è arrivato, ma Lily e Marshall dovranno scontrarsi con i numerosi problemi che gli si presentano e che minacciano il giorno più bello della loro vita. Grazie a un'idea di Ted, i due, così, si sposano una prima volta come nei loro sogni, all'aperto, accompagnati da una chitarra, soltanto con i loro amici più intimi in una cerimonia officiata da Barney, e una seconda volta come impostatogli dai genitori, cioè con tanti invitati e al chiuso.
- Guest star: Joe Manganiello (Brad), Rachelle Wood (Donna), David Burtka (Scooter), P.J. Marino (Bartender), Meagen Fay (Janice), Shulie Cowen (Andrea), Thomas Bethke (Gardener), Michael Mantell (Ben), Candice Accola (Amy)

## Fine di una storia
- Titolo originale: Something Blue
- Diretto da: Pamela Fryman
- Scritto da: Carter Bays e Craig Thomas

### Trama
Durante il matrimonio Ted e Robin confessano a Barney di essersi lasciati da qualche settimana, dopo aver finalmente capito che i loro desideri per il futuro sono troppo diversi per poter continuare a stare insieme, ma di averlo tenuto nascosto a Marshall e Lily per non rovinare la felicità per il matrimonio. Allo stesso tempo, non avendo potuto mangiare niente alle nozze per vari impedimenti, i neo-sposi decidono, prima di andare in viaggio di nozze, di fermarsi a un fast food.
- Guest star: Mark Cirillo (Cameriera), Jeffrey Muller (Ragazzo che balla), Gary Kraus (Video-fotografo del matrimonio), Scarlett Lam (Lucille), K Callan (Nonna Lois), Scoot McNairy (Lavoratore al Fast Food), Gattlin Griffith (Ragazzo), Marshall Manesh (Ranjit), Toni Rossi (Cameriera numero 2), Marc Varela (Pete), Jeff Meacham (DJ)